# Guillermo Salas Peyró
Guillermo Salas Peyró  fue un comunicador y empresario mexicano.
Fundador del grupo de estaciones radiofónicas denominadas Núcleo Radio Mil parte importante de la historia de la radio en México.
Bajo su dirección se instaló la primera estación comercial de frecuencia modulada FM en México.

## Biografía

### Inicio
Se gradúa como abogado por la Universidad Nacional Autónoma de México, se titula con la tesis "La radiodifusión en el destino de América".
Inicia trabajando como asistente del director artístico de las estaciones XEU y XEW, dejando dicha actividad por tres años para hacer estudios sobre la radio y la televisión en Europa,  después regresa al país en 1948 para convertirse en gerente general de las estaciones Radio Mil, XEUY y XEUI, de las cuales se convertiría después en accionista.
A fines de la década de los treinta, don Guillermo Salas Peyró comenzó a trabajar en los nacientes medios electrónicos para don Emilio Azcárraga Vidaurreta - abuelo del actual Emilio Azcárraga Jean, Presidente y dueño de Grupo Televisa- quien poco tiempo después pondría los cimientos para uno de los mayores imperios comerciales y de influencia en México, Telesistema Mexicano, a la postre Grupo Televisa. Una cuenta por servicios profesionales aumentaba día a día hasta que el señor Azcárraga le propuso que a cambio de la deuda se quedará con una estación, fue la que se ubica en el 1000 del cuadrante de AM, de ahí que la bautizara el licenciado Salas como “Radio Mil”.
A fines de la década de los cuarenta, gracias a los avances tecnológicos en radiodifusión, en México comienza a experimentarse con la Frecuencia Modulada (FM). Radio Programas de México surgió como una nueva estructura radiofónica, al unirse el primer grupo de estaciones de radio con fines comerciales en 1941, fundado por los señores Emilio Azcárraga Vidaurreta y Clemente Serna Martínez.
En 1952, Federico Obregón Cruces instala la primera estación de este tipo, la XHFM-FM, misma que permanece hasta el año de 1957. Años después, en 1955, el señor Guillermo Salas Peyró logra darle un real impulso a la FM al instalar, en la capital del país, la XEOYE-FM, primera emisora en América Latina que transmite en sistema estereofónico.

### Radio Mil
En la década de los cuarenta, don Guillermo Salas recibe la opción de venta y adquiere Radio Mil; opción que haría válida para hacer y levantar a uno de los más importantes grupos radiofónicos de la República Mexicana.
Para 1942 don Guillermo funda el Núcleo Radio Mil, hace la estación del mismo nombre, Radio Sinfonola, Radio Eco, Radio Onda, La Pantera, y las primeras estaciones de frecuencia modulada en México que fueron Estereomil y luego Sonomil 101, que eventualmente se convertiría en Rock 101. Sin duda alguna la sangre de radio de la Familia Salas viene y corre desde la primera mitad del siglo XX.
En Radio Mil se fraguaron grandes radiodifusores, salieron grandes voces: Elvy Melgosa, Roberto Anaya, Gustavo Alvite Martínez, Bolívar Domínguez Maquivar, Agustín Romo Ortega, Manuel Vivian, Sergio Villarreal, y magníficos periodistas: Isabel Álvarez de la Pesa, Virginia Bello Méndez, Amalia Frías Santillán, Perla Xochitl Orozco, Laura Pérez González, Aida Solís Manjarrez, Antonio Barragán, Juan José Bravo Monroy, Enrique Garay, Edgar Hernández, Luis Lara Ochoa, Roberto Pérez Hernández, Jorge Rocha y Carlos Suárez.

### Radio 590
Entre diciembre de 1958 y enero de 1959, Guillermo Salas Peyró adquirió la XEPH Radio 590. Sus instalaciones entonces ubicadas en la calle de Morelos 58, en el duodécimo piso, fueron trasladadas a Ayuntamiento 101, donde ya se encontraban algunas estaciones del naciente Núcleo Radio Mil, y fue hasta el año de 1961 cuando se ocuparon sus instalaciones de Insurgentes Sur 1870.

### Estereomil
En enero de 1966 el gerente de la XEOYE-FM Fernándo Aguilar González dio a conocer que a partir de marzo de ese año comenzaría a transmitir en sonido estéreo y aseguró que para implementar la tecnología se había hecho una cuantiosa inversión   por el cambio de la planta transmisora (de la marca inglesa Collins). Sin embargo no fue sino hasta el 15 de agosto cuando inician formalmente transmisiones.
La presentación de la oficial XEOYE-FM renovada que a partir de entonces se llamaría Estereomil tuvo lugar en la Sala Chopin donde los directivos del Núcleo Radio Mil ofrecieron una conferencia sobre la historia del sonido y las características del nuevo sistema.
Uno de los primeros anuncios publicados decía lo siguiente:
"ESTEREOMIL 100.9 Megaciclos
Una nueva dimensión con sonido y una nueva dimensión para el mensaje comercial".

### Sonomil XHSON-FM
En 1968 la XEBS-FM "La Chica Musical" que se encontraba en el 89.7 MHz intercambia frecuencia con la ya establecida Estereomil. Dicha emisora tuvo varias etapas en busca de la especialización que buscaban los directivos. El formato finalmente cambia a mediados de la década de los setenta con programación orientada a jóvenes y el concepto es llamado Sonomil 101 por lo que la identificación de la emisora cambia a XHSON-FM que posteriormente se convertiría en Proyecto 101 los cambios se debieron a que la estación tenía un índice de audiencia fatal, finalmente en una junta con los directivos el joven Luis Gerardo Salas impulsa a partir de aquí un nuevo concepto radiofónico muy importante en la historia de la radio que tendría por nombre Rock 101.

### Fallecimiento
6 de marzo de 2010. La Cámara de la Industria de la Radio y la Televisión publica un obituario por el fallecimiento de Don Guillermo Salas Peyró, pionero de la Radiodifusión en México y Expresidente de dicha Cámara. Acaecido el 6 de marzo en la Ciudad de México.